# Barnabás Berzsenyi
Barnabás Berzsenyi (* 12. února 1918 Kemenesmihályfa, Maďarsko – 18. června 1993 Osnabrück, Německo) byl maďarský sportovní šermíř, který se specializoval na šerm kordem. Maďarsko reprezentoval v padesátých letech. Na olympijských hrách startoval v roce 1952 a 1956 v soutěži jednotlivců a družstev. V roce 1953 obsadil druhé místo na mistrovství světa mezi jednotlivci. S maďarským družstvem kordistů vybojoval na olympijských hrách 1956 stříbrnou olympijskou medaili a v roce 1957 a 1958 obsadil s družstvem druhé místo na mistrovství světa.